# Kill the Inventor
Kill the Inventor är en procedur för att ta kontroll över uppfinningar och rättigheterna till enskilda uppfinnares patent, utan köpa dem eller betala för licensrättigheter. Proceduren utövas i huvudsak av vissa riskkapitalbolag och större industriföretag.
Metoden följer normalt ett av två huvudspår beroende på vilken typ av bolag som tillämpar den.

## Tillämpad av riskkapitalbolag
Tillämpad av riskkapitalbolag innebär metoden normalt att en uppfinnare erbjuds att gå in som delägare i ett gemensamt ägt bolag där uppfinnaren tillskjuter sin knowhow och rättigheterna till de patenten som rör uppfinningen. Finansiären tillskjuter det kapital som anses behövas för att kommersialisera uppfinningen.
Sedan ändras förutsättningar och finansiären finner att väsentligt mer kapital måste tillskjutas och att inga externa finansiärer kan accepteras. Det leder till att uppfinnaren får släppa sina andelar i bolaget, till en värdering som ofta är lägre än den ursprungliga värderingen, för att kompensera det kapital som finansiären tillskjuter. Detta leder till att kontrollen över bolaget med rättigheterna kan tas över av finansiären. När uppfinnaren inte längre har några möjligheter till inflytande i det gemensamma bolaget kan villkoren ytterligare ändras och uppfinnaren helt förlora möjligheterna att få ekonomisk ersättning. Detta får ofta radikala effekter för uppfinnaren, då det omfattande utvecklingsarbete och de privata besparingar och mikrolån som krävts för att ta fram uppfinningen ej kan återvinnas.
Utgången av denna process har i flera fall slutat tragiskt, vilket har gett upphov till namnet på metoden.

## Tillämpad av industriföretag
Tillämpad av industriföretag innebär metoden att en uppfinnare erbjuds ett licensavtal, ofta med en down payment (kontant handpenning), samt en årlig royalty baserad omsättningen eller avkastningen på projektet. Sedan kan olika metoder brukas för att licenstagaren skall kunna avstå från att betala den löpande royaltyn.
Licenstagaren t.ex. söka nya egna patent på samma eller liknande konstruktioner och hävda att man inte länge producerar något som skyddas av ursprungspatenten. Då ligger bevisbördan hos uppfinnaren, som endast kan få rätt genom att driva civila rättsprocesser och vinna dem. Sådana tar många år och kräver stora resurser. Uppfinnaren tvingas då ofta av resursbrist att lägga ned sin talan utan att få den slutligt prövad.
En enklare metod är att låta bli att betala royalty utan att motivera varför betalning uteblivit, alternativt att motivera det med att vi har haft låg försäljning eller höga vidareutvecklingskostnader.
Även i detta fall ligger hela bevisbördan hos uppfinnare som måste bekosta en rättsprocess, där båda parters kostnader åläggs den som förlorar processen eller är tvungen att lägga ned sin talan.
När avtal innehåller skiljedomsklausul kan processen förkortas, då kostnaderna fortare kan bli så stora en privatperson inte kan fortsätta driva sin rätt.